# (37812) 1998 AB6
1998 AB6 (asteroide 37812) é um asteroide da cintura principal. Possui uma excentricidade de 0.22568060 e uma inclinação de 2.08175º.
Este asteroide foi descoberto no dia 8 de janeiro de 1998 por ODAS em Caussols.